# Sulejman Maliqati
Sulejman Maliqati (ur. 1 sierpnia 1928 w Kavajë, zm. 5 października 2022) – albański piłkarz, w latach 1950–1963 reprezentant Albanii.

## Życie prywatne
Miał syna Agima.